# 24899 Dominiona
24899 Dominiona este un asteroid din centura principală de asteroizi.

## Descriere
24899 Dominiona este un asteroid din centura principală de asteroizi. A fost descoperit pe 14 ianuarie 1997 la Dominion Astrophysical Observatory de Christopher Aikman. Asteroidul prezintă o orbită caracterizată de o semiaxă mare de 2,35 ua, o excentricitate de 0,14 și o înclinație de 5,0° în raport cu ecliptica.